# サイバーマン襲来
「サイバーマン襲来」（サイバーマンしゅうらい、原題: Rise of the Cybermen）は、イギリスのSFテレビドラマ『ドクター・フー』シリーズ2第5話。2006年5月13日にBBC Oneで初放送された。本作ではサイバーマンが地球で再発明され、シリーズの循環性を保持するパラレルワールドの設定が導入された。本作は5月20日に放送された次話「鋼鉄の時代」と二部作をなす。
本作の舞台はパラレルワールドのロンドンである。ビジネスマンのジョン・ルーミックが人間の脳を金属製の外骨格へ埋め込み、全人類のサイバーマンへのアップグレードを画策する。
本作はグレアム・ハーパーが監督を担当した。彼はかつて1984年の The Caves of Androzani と1985年の Revelation of the Daleks を監督し、番組の歴史の中で初めてオリジナルシリーズと新シリーズの監督を担った人間となった。

## 制作
Doctor Who Magazine 368号によると、本作は Big Finish Productions のオーディオ Spare Parts に着想を得ており、ラッセル・T・デイヴィスは以前 Spare Parts をオーディオ The Holy Terror と共に並べて「あらゆるジャンル、あらゆる媒体、あらゆる場所でこれまでに書かれた最高のドラマのいくつか」と述べていた。Spare Parts の著者マーク・プラットは手数料を受領し、"With thanks to Marc Platt" としてクレジットされ、ミッキー・スミスが自分をスペアパーツだとレッテル貼りする会話もあった。しかし、脚本家トム・マクレーはテレビ版の物語は Spare Parts を単に書き直しただけではないと主張し、「私の物語は同じではない──設定が違い、テーマが違い、登場人物が違い、言ってみれば全てが違う方向へ発展している。しかし、ラッセルが言うように、Spare Parts を最初に聞かなければ一連の考えを始めなかったろう」と述べた。
本作の初期の草案には富裕層が新しい電子制御四肢を買うボディショップが登場していたが、デイヴィスは信頼性が乏しいと感じてこの要素を却下した。また、彼はパラレルワールド版登場人物と本来の宇宙の登場人物の違いを和らげるようトム・マクレーに指示した。デイヴィスは Inferno に登場したもう一人のレスブリッジ・スチュワート准将について言及し、「SFの自由についての偉大なレッスンの1つであるとともに、最大の危険でもあると思う。なぜならパラレルワールドを作るとき、全員にアイパッチを装着できると言って突然興奮するからだ」と述べた。コメンタリーでのグレアム・ハーパーによると、クレジット以前のシーンはオリジナルの冒頭シーンに満足しなかったラッセル・T・デイヴィスが執筆した。同コメンタリーでは、ジャッキーの40歳の誕生日はサイバーマンが初登場を果たした "The Tenth Planet" の放送40周年記念を反映していることが明かされた。
ロケ地はカーディフ湾のマウント・スチュアート・スクウェアとコール・エクスチェンジであり、脚本の都合上シリーズ2のフィナーレ「嵐の到来」と「永遠の別れ」も同じ第3制作ブロックで撮影された。煙突の外観と数多くの内装はウェールズのニューポートに所在する Uskmouth 発電所で撮影された。劇中でミッキーは上腕二頭筋にタトゥーを入れているが、これは本作のためにメイクしたものであると俳優のノエル・クラークが説明した。
2006年のサイバーマンのデザインはアールデコ調であり、これはウェブ配信の Real Time の系譜を踏襲している。コメンタリーによると、グレアム・ハーパー監督はパラレルワールドの地球にアールデコ調の雰囲気をもめた。アールデコ調の衣装は既に「ロボットの反逆」(1974) のK1ロボットや「死のロボット」(1977) のロボットを含むキャストに使用されていた。アールデコ調のデザインやサイバーマンのロボット的な動作は、フリッツ・ラングの映画『メトロポリス』を彷彿とさせる。
2005年以来の二部作とは異なり、本作には次回予告がなく、"To be continued..."とだけ表示された。このフレーズがエピソードの終わりに用いられたのは番組史上初となった。今シリーズのあるエピソードが長く次回予告の時間がなかったと以前制作チームは主張していた。なお、多くの視聴者ならびに脚本家スティーヴン・モファットが「UFO　ロンドンに墜落」のドラマチックなクリフハンガーを台無しにした「宇宙大戦争の危機」の次回予告を批判していた。シリーズ2のもう一つの二部作である「闇の覚醒」以降では次回予告はメインクレジットの後に流されており、視聴者に気持ちを切り替える時間を与えている。
BBCの公式ウェブサイトは「サイバーマン襲来」の放送に合わせてサイバス工業になぞらえたドメインを取得した。

### キャスティング
クレイン役を演じたコリン・スパウルはグレアム・ハーパーが監督した Revelation of the Daleks にリルト役で出演していた。これにより、彼は新旧『ドクター・フー』のいずれにも出演した6人目の俳優となった。また、彼はオーディオ Grand Theft Cosmos にヘンリク役で出演した。イギリス大統領役を演じたドン・ワリントンは、Big Finish Productions のオーディオ Seasons of Fear、Neverland、Zagreus でタイムロードのラシロンの声を担当した。ミセス・ムーアを演じたヘレン・グリフィンはオーディオ Cobwebs に後に出演した。冒頭でサイバーマンに殺害されたケンドリック博士役のポール・アントニー＝バーバーは後にオーディオ The Magic Mousetrap でLudovic Comfort を演じた。
グレアム・ハーパーは新旧『ドクター・フー』で監督を務めた初めての監督であるが、クラシックシリーズでは The Caves of Androzani と Revelation of the Daleks を担当した。Doctor Who Confidential のエピソード "Cybermen" によると、サイバーマン役の俳優は動きを完璧にするため振り付けの練習を行った。
ジョン・ルーミック役のロジャー・ロイド＝パックは映画『ハリー・ポッターと炎のゴブレット』でデイヴィッド・テナントと共演しており、彼はテナントの演じるバーティ・クラウチ・ジュニアの父バーティ・クラウチ・シニアを演じた。
ロジャー・ロイド＝パックが本作の撮影が始まる数日前に脚を骨折したため、脚本が書き直されてジョン・ルーミックは車椅子に座ることとなった。脚本家のトム・マクレーは Doctor Who Magazine 369号にて書き直しは不要だったと語り、車椅子に座って死にかけているルーミックは延命を求めており、車椅子はサイバーマンを製造する動機として脚本に組み込まれていたと述べた。デイリー・ミラー紙でロジャー・ロイド＝パックはルーミックのキャラクターがドナルド・ラムズフェルドに根差していると述べた。「私は、自分が完全に正しいと信じて多くの支配を握る、力に飢えた狂った人物とは誰か考えた。ドナルド・ラムズフェルドが浮かんだよ。彼は今私が目にしているのと同じくらい悪人だ。」と彼はコメントした。

## 放送と評価
Doctor Who Confidential の「サイバーマン襲来」に対応するエピソードはその放送後まで遅れて配信された。「サイバーマン襲来」の当夜の視聴者数は平均860万人、最高965万人に達した。視聴者評価指数は86を記録した。日本ではNHK BS2で2007年1月16日に初めて放送された。地上波での放送はNHK教育により2008年1月8日に行われた。2011年3月26日には LaLa TV で放送された。
デジタル・スパイのデック・ホーガンは「サイバーマン襲来」に肯定的な反応を示し、新しいサイバーマンを「見事だ。外見が素晴らしいだけでなく同時に本当に恐ろしい。」と表現した。物語についても「全てをアップグレードするという我々の執着と結びついている」として、その様を称賛した。さらに、ノエル・クラークにも役割が与えられていることを高評価した。IGNのアフサン・ハクは「サイバーマン襲来」を10段階評価で8.5とし、「視野と偉大な対話を提供してくれる」と感じた。特に彼はサイバーマンが再登場したことと、ミッキーとローズに焦点が当たっていることに好意的であった。『SFX』誌のニック・セッチフィールドは二部作を肯定的に批評し、サイバーマンとパラレルワールドに想像力と脅威をもたらしたと感じさせるハーパーの監督技術を強調した。しかし、彼は繊細なテナントの演技にはロジャー・ロイド＝パックの演技は過剰すぎると感じ、「不快なほどに二次元的だ」とした。